# 237-я стрелковая дивизия (2-го формирования)
237 стрелковая Пирятинская Краснознамённая орденов Суворова и Богдана Хмельницкого дивизия — воинское соединение Вооружённых Сил СССР во время Великой Отечественной войны.

## Боевой путь
Дивизия начала формироваться в городе Сталинске Новосибирской области (ныне город Новокузнецк Кемеровской области) в декабре 1941 года как 455 стрелковая дивизия. В процессе формирования получила новое наименование: 237 стрелковая дивизия (2-го формирования). 835 стрелковый полк формировался в городе Сталинске, 838 стрелковый полк — в городе Киселёвске, 841 стрелковый полк — в городе Прокопьевске, 691 артиллерийский полк — в посёлке Кузедеево Новосибирской (ныне Кемеровской) области.
Боевой путь дивизии пролёг от Воронежа до Праги. Бойцы и командиры проявляли чудеса храбрости на огненной Курской дуге, освобождали Украину, Польшу, Венгрию, Чехословакию.
22 апреля 1942 года 237-я стрелковая дивизия получила приказ поменять дислокацию и уже 12 мая 1942 года прибыла на станцию Вологда, где вошла в подчинение 2-й Резервной армии Архангельского военного округа.
В начале июля 1942 года в течение двух суток дивизия была переброшена в район города Воронежа. На фронт прибыла 13 июля 1942 года. Форсировав реку Дон в районе села Хлевное и, совершив 60-километровый марш, дивизия вышла на рубеж сёл Ломово, Озёрки северо-западнее города Воронежа. 23 июля 1942 года, части дивизии прямо с марша, вступили в бой и в трёхдневных ожесточённых схватках остановили наступавшего врага. Противнику был нанесён серьёзный урон: 42 подбитых танка,12 автомашин, 6 разрушенных ДЗОТов, 2 миномётные батареи, до 2 тысяч уничтоженных солдат и офицеров противника. Но и дивизия понесла большие потери, из строя выбыла почти половина личного состава. Наступательные действия вынудили неприятеля перебросить в этот район значительные силы пехоты, артиллерии и танков. Завязались тяжёлые бои. Здесь в районе сёл Ломово и Ольховатка Воронежской области артиллеристы части и подразделения дивизии отбивали многочисленные танковые атаки фашистов с целью обойти Воронеж с севера и полностью захватить его. Несмотря на яростное сопротивление противника, дивизия продолжала наступление. Бои, не затихая, велись днём и ночью.
3 августа 1942 года дивизия вошла в состав 38 армии Брянского фронта. В боях за город Воронеж дивизия участвовала до января 1943 года.
В январе 1943 года началось наступление. Части и подразделения дивизии участвовали в освобождении станции Касторная Курской области и города Новый Оскол нынешней Белгородской области. К марту 1943 года дивизия 237-я стрелковая дивизия далеко продвинулась на запад, достигнув рубежа посёлка Краснополье Сумской области и оказавшись на самом южном изгибе образовавшейся Курской дуги.
На участке, где дивизия держала оборону, не было мощного танкового наступления фашистов в начале июля 1943 года — оно развивалось восточнее. Но все бойцы 237-й стрелковой дивизии были готовы в любой момент вступить в бой, перейти в наступление. В начале августа 1943 года дивизия перешла в наступление в районе деревни Нижняя Сыроватка Сумской области
18 сентября 1943 года части и подразделения 237-й стрелковой дивизии (полковник Мароль Пётр Маркович) в составе 52 стрелкового корпуса 40 армии Воронежского фронта в ходе наступления на киевском направлении отличились в боях за освобождение города Пирятин Полтавской области УССР, за что приказом ВГК дивизии присвоено почётное наименование «Пирятинская».
На рассвете 23 сентября 1943 года 838 стрелковый полк 237 стрелковой дивизии вышел на восточный берег Днепра, в район населённых пунктов Кальное и Гусинцы Ржищевского района Киевской области. В ночь на 25 сентября 1943 года передовые части и подразделения дивизии форсировали реку Днепр в районе села Гребени Кагарлыкского района Киевской области и, заняв позиции, огнём встретили контратакующего врага. Подразделения 838 стрелкового полка полностью овладели высотой 185,7, заняли село Гребени и северную часть населённого пункта Юшки Кагарлыксуого района. К исходу дня 25 сентября 1943 года ширина плацдарма полка по фронту достигла трёх, а в глубину — около пяти километров. Успеху действий 838 стрелкового полка по форсированию Днепра и в бою на плацдарме в значительной степени содействовали соседи справа — 841 стрелковый полк, и слева — 835 стрелковый полк 237 стрелковой дивизии, которые также отчаянно преодолели водный рубеж и завязали бои за плацдармы в районе населённых пунктов Стайки и Ржищев Ржищевского района Киевской области. Когда по решению командующего 40 армией генерала К. С. Москаленко главные силы дивизии были передислоцированы на Лютежский плацдарм (севернее города Киева), то 838 стрелковый полк остался один на правом фланге Букринского плацдарма. Сил и средств, чтобы вести наступательные бои за дальнейшее расширение плацдарма, у полка уже не было. Почти целый месяц воины полка стойко и самоотверженно вели бои за удержание плацдарма, отвлекая на себя большие силы пехоты и танков противника. Бои не прекращались ни днём, ни ночью. Подразделения полка за это время отразили десятки контратак противника. В ходе этой битвы было уничтожено большое количество солдат и офицеров противника, около 20 танков, несколько штурмовых орудий, десятки станковых пулемётов и другой техники. Заметно поредели и боевые порядки 838 стрелкового полка, но плацдарм он держал прочно.
В 20-х числах января 1944 года дивизия наступала на город Звенигородка Черкасской области, в результате которого возник Корсунь-Шевченковский «котёл». В феврале 1944 года части и подразделения дивизии уничтожали фашистскую технику и пехоту, рвущуюся на прорыв из окружения.
В марте 1944 года Новосельцев 237 стрелковая дивизия освобождала город Хотин Черновицкой области.
Части и подразделения дивизии участвовали в боях в районе села Думка Станиславской области (ныне Тлумачский район Ивано-Франковской области). 21 июля 1944 года дивизия прорвала оборону противника. 23 июля 1944 года части дивизии вели бои за село Бортники Тлумачского района, 31 июля 1944 года — в районе деревни Вадзеюв Нынешней Ивано-Франковской области..
10 августа 1944 года части и подразделения дивизии участвовали в освобождении города Станислав (с 1962 года — Ивано-Франковск) УССР. За отличия в боях 691 артиллерийский полк 237 стрелковой Пирятинской дивизии приказом ВГК № 0255 получил почётное наименование Станиславский.
Осенью 1944 года 237 стрелковая дивизия преодолевала Карпаты. Здесь поистине нечеловеческие усилия пришлось приложить артиллеристам, перетаскивая через горы (часто на руках) свои орудия. Фашисты минировали дороги, перевалы. Часто артиллеристам приходилось сначала, как пехоте, брать ту или иную высоту, с которой уже после этого организовывался артиллерийский огонь по позициям врага. В октябре 1944 года дивизия участвовала в освобождении карпатских румынских городов Ватра-Дорней, Бая-Маре и Сату-Маре.
В 1945 году частям и подразделениям дивизии пришлось освобождать территорию Чехословакии. В ходе Западно-Карпатской операции (12 января — 18 февраля 1945 года) 237 стрелковая дивизия (командир дивизии полковник Тетенко Михаил Григорьевич) в составе 18 армии 4 Украинского фронта 19 января 1945 года участвовала в освобождении города Кошице (Чехословакия). Войскам, участвовавшим в боях за освобождение города Кошице и других городов, приказом ВГК от 20 января 1945 года объявлена благодарность и в Москве дан салют 20 артиллерийскими залпами из 224 орудий, 838 стрелковому полку (командир полка майор Натэнов Пётр Борисович) присвоено почётное наименование Кошицкий.
25 марта 1945 года дивизия участвовала в бою за словацкий город Банска-Бистрица.
237 стрелковая Пирятинская Краснознамённая орденов Суворова II степени и Богдана Хмельницкого II степени дивизия закончила боевые действия 11 мая 1945 года в чехословацком городе Пардубице (ныне Чешская республика).

## Память
- Музей боевой славы 841 стрелкового полка 237 стрелковой Пирятинской Краснознамённой орденов Суворова II степени и Богдана Хмельницкого II степени дивизии создан в Муниципальном общеобразовательном учреждении «Школа № 54» города Прокопьевска Кемеровской области.

- В июле 1983 года открыта мемориальная доска в честь 838 стрелкового Кошицкого ордена Суворова III степени полка 237 стрелковой Пирятинской Краснознамённой орденов Суворова II степени и Богдана Хмельницкого II степени дивизии на доме № 5 по садовой улице города Киселёвска Кемеровской области, где формировался полк.

## Руководство
- Тертышный, Пётр Вакулович (03.12.1941 — 04.08.1942), полковник
- Новожилов, Виталий Иванович (05.08.1942 — 01.01.1943), полковник
- Дьяконов, Пётр Александрович (02.01.1943 — 26.08.1943), полковник, генерал-майор
- Новожилов, Виталий Иванович (27.08.1943 — 02.09.1943), полковник
- Мароль, Пётр Маркович (03.09.1943 — 01.11.1943), полковник
- Пархоменко, Фёдор Назарович (02.11.1943 — 16.05.1944), генерал-майор
- Дремин, Дмитрий Феоктистович (17.05.1944 — 18.09.1944), генерал-майор
- Тетенко, Михаил Григорьевич (19.09.1944 — 11.05.1945), полковник

## Периоды вхождения в состав Действующей армии
- 13 июля 1942 года — 11 мая 1945 года

Перечень № 5 Стрелковых, горнострелковых, мотострелковых и моторизованных дивизий, входивших в состав действующей армии в годы Великой Отечественной войны 1941—1945 гг. / А. П. Покровский. — М.: Министерство обороны, 1956. — 218 с.

## Состав
- 835-й стрелковый полк
- 838-й стрелковый полк
- 841-й стрелковый полк
- 691-й артиллерийский полк
- 5-й отдельный истребительно-противотанковый дивизион
- 124-й отдельный миномётный дивизион (до 10.10.42 г.)
- 501-я отдельная разведывательная рота,
- 367-й отдельный сапёрный батальон,
- 574-й отдельный батальон связи (696 отдельная рота связи),
- 395-й отдельный медико-санитарный батальон,
- 231-я отдельная рота химической защиты,
- 589-я автотранспортная рота,
- 442-я полевая хлебопекарня,
- 907-й дивизионный ветеринарный лазарет,
- 1402-я полевая почтовая станция,
- 1072-я полевая касса Госбанка.

## Награды дивизии
| Награда (наименование)                | Дата награжления                                                   | За что награждена |
| ------------------------------------- | ------------------------------------------------------------------ | --- |
| Почётное наименование «Пирятинская»   | Приказ Верховного Главнокомандующего № 18 от 19 сентября 1943 года | В ознаменование достигнутых успехов за отличие в боях при взятии города Пирятина.                                                                                                   |
| Орден Красного Знамени                | Указ Президиума Верховного Совета СССР от 19 марта 1944 года       | За образцовое выполнение заданий командования в боях за освобождение города Жмеринки и проявленные при этом доблесть и мужество.                                                    |
| Орден Суворова II степени             | Указ Президиума Верховного Совета СССР от 14 ноября 1944 года      | За образцовое выполнение заданий командования в боях с немецкими захватчиками, за освобождение города Мукачево и проявленные при этом доблесть и мужество.                          |
| Орден Богдана Хмельницкого II степени | Указом Президиума Верховного Совета СССР от 19 февраля 1945 года   | За образцовое выполнение заданий командования в боях с немецкими захватчиками, за овладение городами Новы Сонч, Прешов, Кошице, Бардеёв и проявленные при этом доблесть и мужество. |

Награды частей дивизии:
- 835 стрелковый Мукачевский Краснознамённый[5] ордена Суворова[6] полк
- 838 стрелковый Кошицкий ордена Суворова[6] полк
- 841 стрелковый Краснознамённый ордена Суворова[5] полк
- 691 артиллерийский Станиславский Краснознамённый[7] ордена Богдана Хмельницкого (II степени)[8] полк
- 5 отдельный истребительно-противотанковый ордена Богдана Хмельницкого[8] дивизион

## Отличившиеся воины дивизии
Герои Советского Союза:
- Барвинский, Алексей Дмитриевич, лейтенант, командир взвода управления 691-го артиллерийского полка.
- Волошенко, Михаил Фёдорович, сержант, командир отделения 838-го стрелкового полка.
- Грабовенко, Максим Иванович, младший сержант, наводчик орудия 691-го артиллерийского полка.
- Забагонский, Семён Александрович, сержант, помощник командира взвода пешей разведки 835-го стрелкового полка.
- Ивин, Иван Александрович, сержант, командир пулемётного расчёта 838-го стрелкового полка.
- Кирюхин, Михаил Алексеевич, лейтенант, командир пулемётного взвода 835-го стрелкового полка.
- Козаченко, Алексей Константинович, капитан, командир 1-го стрелкового батальона 835-го стрелкового полка.
- Кривонос, Николай Яковлевич, красноармеец, подносчик патронов 838-го стрелкового полка.
- Кулешов, Владимир Иванович, красноармеец, заряжающий миномётной роты 835-го стрелкового полка.
- Куц, Александр Михайлович, красноармеец, пулемётчик 838-го стрелкового полка.
- Лахтиков, Фёдор Алексеевич, красноармеец, стрелок взвода противотанковых ружей 835-го стрелкового полка.
- Левченко, Василий Сидорович, майор, командир 838-го стрелкового полка.
- Мокринский, Алексей Семёнович, красноармеец, стрелок 835-го стрелкового полка.
- Новосельцев, Михаил Георгиевич, старший лейтенант, командир 2-го дивизиона 691-го артиллерийского полка.
- Образцов, Иван Васильевич, старшина, командир взвода 1-й стрелковой роты 838-го стрелкового полка.
- Орехов, Трофим Филиппович, младший сержант, наводчик 1-й миномётной роты 835-го стрелкового полка.
- Сериков, Иван Константинович, красноармеец, командир отделения разведки 5-й батареи 691-го артиллерийского полка.
- Слонский, Евстафий Григорьевич, майор, заместитель командира 835-го стрелкового полка.
- Ткаченко, Александр Прохорович, красноармеец, телефонист роты связи 835-го стрелкового полка.
- Телешев, Евгений Михайлович, сержант, командир отделения взвода связи 835-го стрелкового полка.
- Телевинов, Анатолий Романович, красноармеец, разведчик 835-го стрелкового полка.
- Фролов, Пётр Васильевич, красноармеец, орудийный номер 7-й батареи 691-го артиллерийского полка.
- Шаповал, Григорий Савельевич, красноармеец, наводчик миномёта 835-го стрелкового полка. Указ Президиума Верховного Совета СССР от 23 октября 1943 года;
- Шишлянников, Виктор Иванович, старший сержант, командир орудия 1-й батареи 691-го артиллерийского полка. Указ Президиума Верховного Совета СССР от 24 декабря 1943 года;
- Щербаченко, Мария Захаровна, санитарка 1-й стрелковой роты 835-го стрелкового полка.

 Кавалеры ордена Славы трёх степеней.
- Антонюк, Антон Никитович, младший сержант, связист миномётной роты 835-го стрелкового полка. Указ Президиума Верховного Совета СССР от 15 мая 1946 года;
- Бочаров Фёдор Андреевич, младший сержант, командир пулемётного расчёта 838 стрелкового полка. Указ Президиума Верховного Совета СССР от 29 июня 1945 года. Умер от ран 17 июля 195 года;
- Дубоший, Николай Наумович, старший сержант, заряжающий 120-мм миномёта 841 стрелкового полка. Перенаграждён орденом Славы 1 степени указом Президиума Верховного Совета СССР от 27 февраля 1958 года;
- Жуковский, Людвик Иванович, сержант, разведчик миномётной роты 835 стрелкового полка. Указ Президиума Верховного Совета СССР от 15 мая 1946 года;
- Клевцов, Михаил Петрович, младший сержант, автоматчик 838 стрелкового полка. Перенаграждён орденом Славы 1 степени указом Президиума Верховного Совета СССР от 30 декабря 1976 года;
- Клименко, Григорий Ефимович, сержант, помощник командира взвода роты автоматчиков 835 стрелкового полка. Указ Президиума Верховного Совета СССР от 29 июня 1945 года;
- Кравцов, Георгий Константинович, старший сержант, командир миномётного расчёта 838 стрелкового полка. Указ Президиума Верховного Совета СССР от 29 июня 1945 года. Участник Парада Победы 1945 и 1995 годов;
- Крымов Василий Иванович, старший сержант, командир орудийного расчёта 838 стрелкового полка. Указ Президиума Верховного Совета СССР от 29 июня 1945 года;
- Лёвкин, Иван Васильевич, сержант, наводчик орудия 4 батареи 691 артиллерийского полка. Указ Президиума Верховного Совета СССР от 29 июня 1945 года. Погиб в бою 8 мая 1945 года;
- Ляховский, Пётр Самойлович, старший сержант медицинской службы, санитарный инструктор роты 838 стрелкового полка. Указ Президиума Верховного Совета СССР от 29 июня 1945 года;
- Финогенов, Владимир Иванович, сержант, автоматчик 838 стрелкового полка. Указ Президиума Верховного Совета СССР от 29 июня 1945 года;
- Шелев, Борис Сергеевич, старший сержант, командир орудийного расчёта 5 отдельного истребительно-противотанкового дивизиона. Указ Президиума Верховного Совета СССР от 15 мая 1946 года;
- Штыря, Демьян Трофимович, младший сержант, наводчик миномёт 838 стрелкового полка. Указ Президиума Верховного Совета СССР от 29 июня 1945 года.

- Соломина, Вера Яковлевна-медсестра, кавалер ордена Красной звезды.